# Wasserverband Lausitz

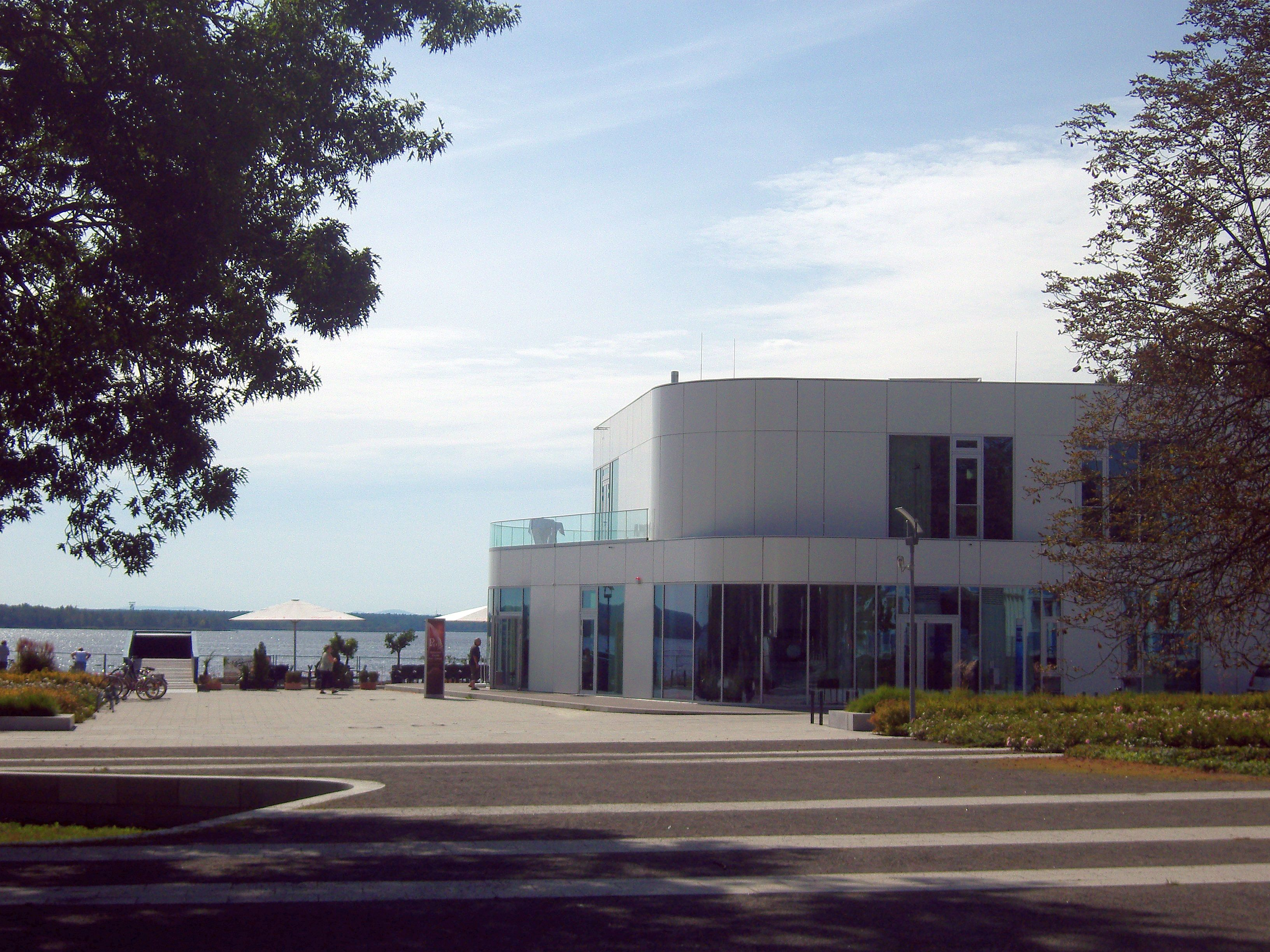
Der Verwaltungssitz des WAL am Senftenberger Stadthafen

Der Wasserverband Lausitz (kurz: WAL) ist ein Verbund südbrandenburgischer Städte und Gemeinden zur Sicherstellung der öffentlichen Trinkwasserversorgung und Abwasserentsorgung im Landkreis Oberspreewald-Lausitz. Der Sitz befindet sich in Senftenberg.
Gegenwärtige Mitglieder des Verbandes sind 25 Kommunen aus den Landkreisen Oberspreewald-Lausitz und Elbe-Elster. Er versorgt damit einen Großteil der Orte im Gebiet des Landkreises Oberspreewald-Lausitz.

## Unternehmen
Der Wasserverband Lausitz wurde 1992 gegründet. Gegenwärtig verfügt er über 25 Mitgliedkommunen im südlichen Land Brandenburg aus den Landkreisen Oberspreewald-Lausitz und Elbe-Elster. Unternehmenssitz ist die Stadt Senftenberg. Die Betriebsführung übernimmt seit 2006 REMONDIS Aqua GmbH & Co. KG. Auf einer Verbandsfläche von etwa 770 Quadratkilometern ist er für die Trinkwasserversorgung und Abwasserentsorgung von etwa 82000 Einwohnern zuständig.
| Großräschen             | amtsfrei        | Ortsteil Barzig nicht in Schmutzwassersparte                          |
| Lauchhammer             | amtsfrei        |                                                                       |
| Schipkau                | amtsfrei        |                                                                       |
| Schwarzheide            | amtsfrei        |                                                                       |
| Senftenberg             | amtsfrei        |                                                                       |
| Bronkow                 | Altdöbern       | für die Ortsteile Lug und Lipten                                      |
| Neupetershain           | Altdöbern       |                                                                       |
| Neu-Seeland             | Altdöbern       | in der Trinkwassersparte nur für die Ortsteile Bahnsdorf und Lindchen |
| Lichterfeld-Schacksdorf | „Kleine Elster“ | für den Ortsteil Lieskau nur Trinkwassersparte                        |
| Sallgast                | „Kleine Elster“ | nur Trinkwassersparte                                                 |
| Ortrand                 | Ortrand         |                                                                       |
| Frauendorf              | Ortrand         |                                                                       |
| Großkmehlen             | Ortrand         |                                                                       |
| Kroppen                 | Ortrand         |                                                                       |
| Lindenau                | Ortrand         |                                                                       |
| Tettau                  | Ortrand         |                                                                       |
| Gorden-Staupitz         | Plessa          | für den Ortsteil Staupitz                                             |
| Schraden                | Plessa          |                                                                       |
| Ruhland                 | Ruhland         |                                                                       |
| Grünewald               | Ruhland         |                                                                       |
| Guteborn                | Ruhland         |                                                                       |
| Hermsdorf               | Ruhland         |                                                                       |
| Hohenbocka              | Ruhland         |                                                                       |
| Schwarzbach             | Ruhland         |                                                                       |
| Großthiemig             | Schradenland    |                                                                       |

## Trinkwasserversorgung

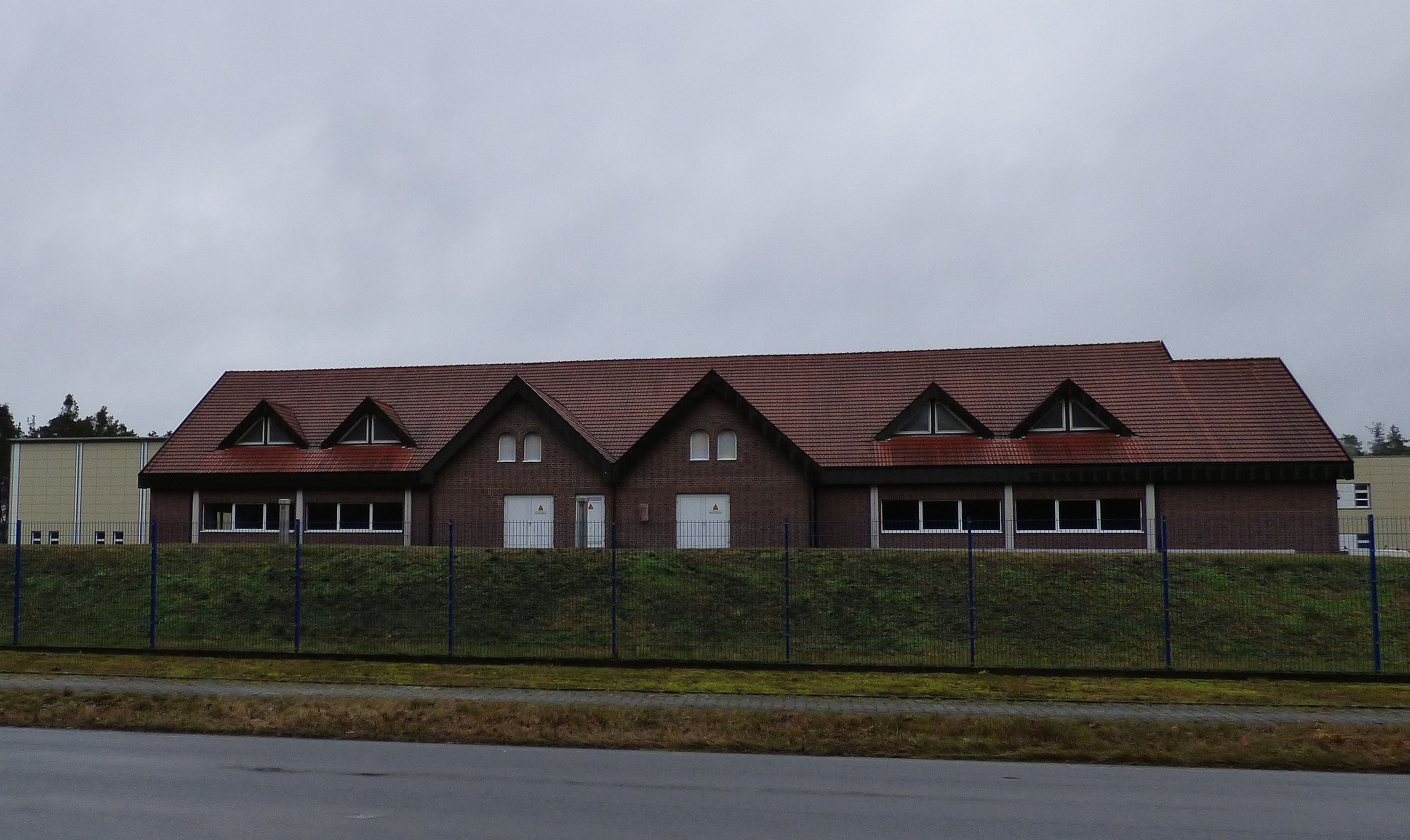
Wasserwerk Tettau

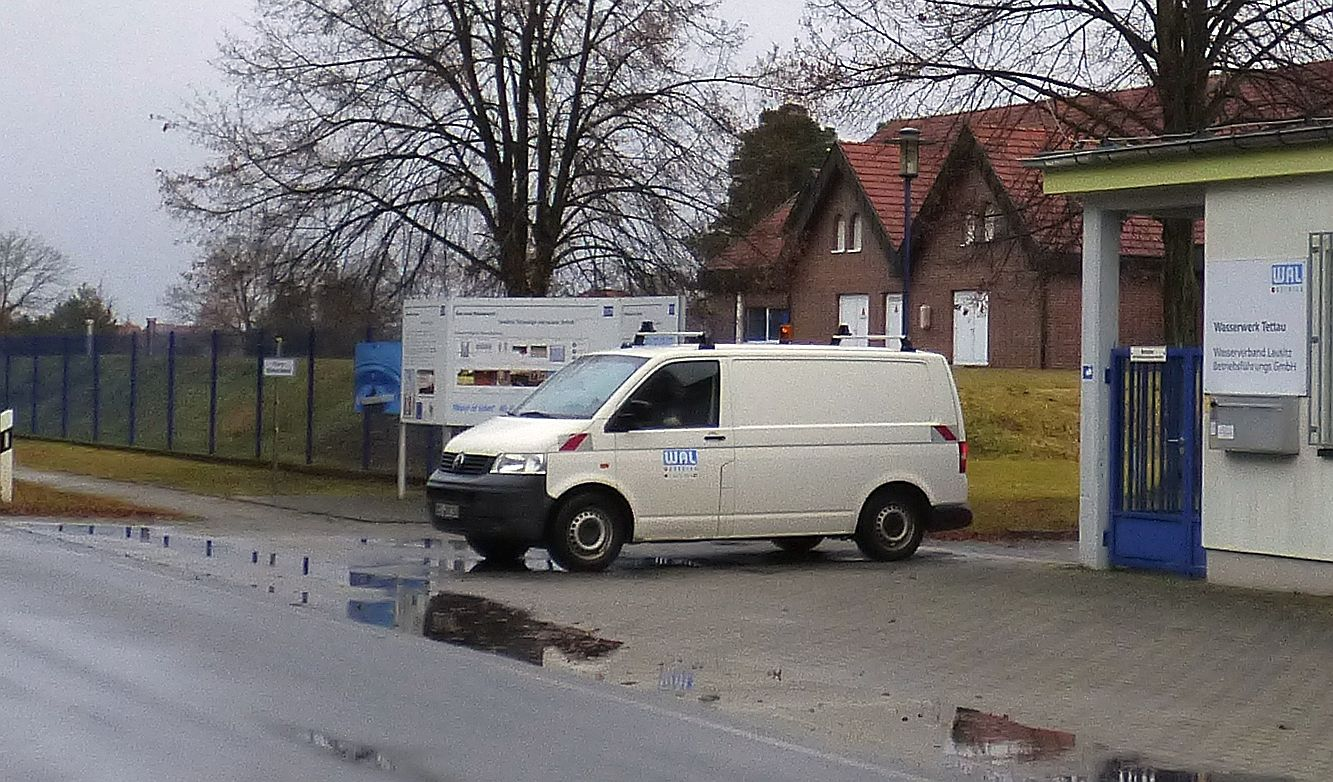
Servicefahrzeug des WAL

Das Trinkwassernetz des WAL hat gegenwärtig eine Länge 1.401 Kilometern. Der WAL ist Betreiber des Wasserwerkes im brandenburgischen Tettau an der östlichen Grenze zum Schraden. Es ist das größte seiner Art im gesamten Land Brandenburg und versorgt einen Großteil des Verbundgebietes mit Trinkwasser. Außerdem wird ein großer Teil des hier aufbereiteten Trinkwassers zum Trinkwasserzweckverband Kamenz geliefert.
Die Geschichte des Wasserwerkes in Tettau beginnt bereits im Jahre 1952. In jenem Jahr war Baubeginn der ersten Ausbaustufe der Anlage. Im Sommer des darauf folgenden Jahres war die Baustelle dann allerdings von den Unruhen des 17. Juni betroffen. Etwa 250 bis 300 Bauarbeiter der Bau-Union Brandenburg und der Bau-Union Magdeburg traten für drei Stunden in den Streik. Zwei Jahre später konnte das Werk dann in Betrieb genommen und bis 1962 auf eine Aufbereitungskapazität von 72.000 m³ pro Tag ausgebaut werden. 1957 errichtete man nahe der Nachbargemeinde Lindenau einen Horizontalfilterbrunnen. Außerdem verlegte man in den Jahren 1958 bis 1962 eine Fernleitung zum 33 Kilometer entfernten Hochbehälter in Skaska bei Wittichenau, von wo aus es einen weiteren Anschluss in Richtung Hoyerswerda gab.
Nach der Wende kam es zu umfangreichen Modernisierungen der Tettauer Anlage. In den Jahren 1994 bis 1998 wurde das Maschinenhaus neugebaut und es kam zu einer umfangreichen Brunnensanierung. Umgerechnet etwa 9 Millionen Euro kostete dieses vom Land Brandenburg und der EU geförderte Projekt. Drei Jahre später entschied man sich zu einem Neubau der Aufbereitungsanlagen, allerdings mit einer deutlich niedrigeren Kapazität.
Aber zunächst einmal wurden im Rahmen eines weiteren geförderten´1,3 Millionen Euro kostenden Projektes die drei Rohwasserleitungen zum Wasserwerk saniert. Im Oktober 2005 folgte schließlich die Grundsteinlegung für die neue Trinkwasseraufbereitungsanlage, die im Mai 2007 mit einer Kapazität von 23.000 m³ pro Tag in Betrieb gehen konnte. Etwa zehn Millionen Euro kostete dieses Projekt.
Von Oktober 2009 bis Januar 2011 entstand in Tettau eine Anlage zur Schlammbehandlung zur Verwertung des eisenhaltigen Reststoffs, die etwa 2,2 Millionen Euro kostete und abermals von Land und EU gefördert wurde.

## Abwasserentsorgung
Das Kanalnetz des WAL hat gegenwärtig eine Länge von etwa 520 Kilometern. Es verfügt über 152 Pumpwerke und 6 Kläranlagen.
| Brieske/Senftenberg | 60.000 EW | - DWA-Schulungskläranlage - Betreibung: Geschlossene Faulung und Blockheizkraftwerk |
| Lauchhammer         | 19.000 EW |                                                                                     |
| Großräschen         | 25.000 EW |                                                                                     |
| Großthiemig         | 6000 EW   |                                                                                     |
| Guteborn            | 700 EW    |                                                                                     |

## Publikationen
Der WAL ist Mitherausgeber der „Lausitzer Wasserzeitung“, dessen redaktionelle Betreuung die Berliner Agentur Spree-PR übernommen hat. Das anzeigenfreie Kundeninformationsblatt erscheint vierteljährlich und wird kostenlos an alle Haushalte im Verbandsgebiet verteilt.

## Weblinks

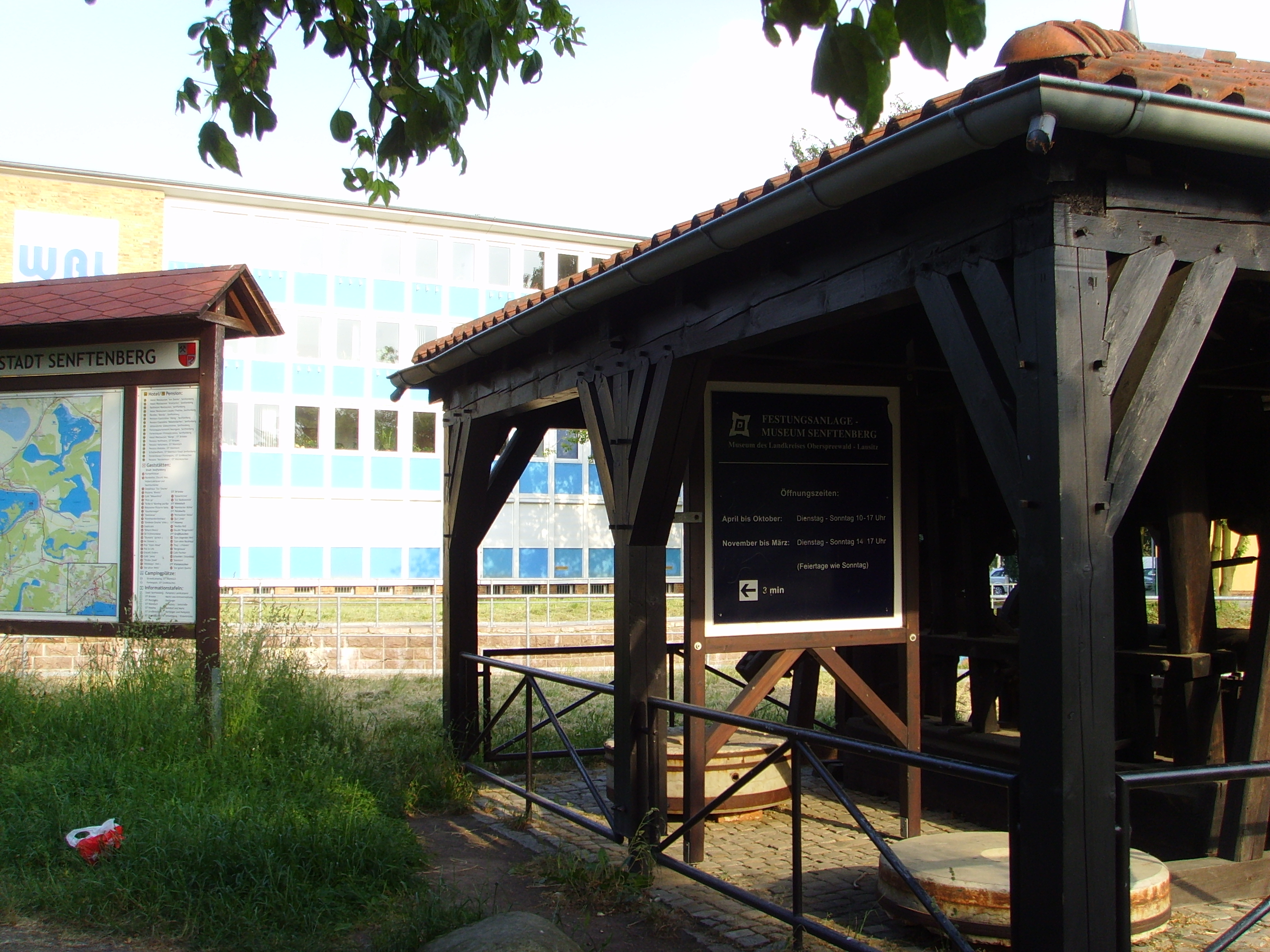
Standort der alten Amtsmühle am WAL-Verwaltungsgebäude in Senftenberg; zu sehen sind Reste der Lehragksmühle